# Radio Belarus
Radio Belarus International (früher Radio Minsk) ist der belarussische Auslandsrundfunksender der staatlichen Belaruskaja Tele-Radio Campanija mit Sitz in Minsk.

## Geschichte
Radio Belarus begann die Ausstrahlung von Rundfunksendungen am 11. Mai 1962 als Radio Minsk. Zunächst wurde nur in belarussischer Sprache für Belarussen außerhalb der Sowjetunion gesendet. 
Seit 1985 gibt es auch ein deutschsprachiges Programm. Sendungen in russischer und englischer Sprache gibt es seit 1998, in polnischer Sprache seit 2006.
Der Sendeumfang beträgt zurzeit täglich 16 Stunden in terrestrischer Ausstrahlung und 10 Stunden über das Internet.

## Frequenzen
Radio Belarus sendete u. a. über die Mittelwellensender auf 1008, 1026 und 1125 kHz. UKW-Sender betreibt Radio Belarus in Brest (96,4 MHz), Hrodna (96,9 MHz), Swislatsch (100,8 MHz), Heranjony (99,9 MHz), Braslau (106,6 MHz) und Mjadsel (102,0 MHz).
Seit Anfang Februar 2012 sind die Sendungen von Radio Belarus über Mittelwelle und Kurzwelle stark eingeschränkt worden, zum April 2016 endeten die Sendungen auf Kurz- und Mittelwelle vollständig. Auch die Ausstrahlungen von Inlandsprogrammen auf Kurz-, Mittel- und Langwelle endeten. Bereits 2012 wurde das Drahtfunknetz teilweise stillgelegt. Stattdessen wurden Sendungen via Satellit eingeführt.
Zuletzt nutzte Radio Belarus das Rahmenprogramm-Angebot des Shortwaveservice aus Kall. Die Sendungen von Radio Belarus wurden jedoch im Jahr 2022 über Kurzwelle eingestellt und werden somit nicht mehr über die Sendeanlagen des Shortwaveservice verbreitet.

## Weblink
- Programm-Archiv des Worldwide DX-Club mit den deutschsprachigen Sendungen zum Nachhören